# Tríptico Galitzin (Perugino)
O Tríptico de Galitzin é uma pintura de c.1485 de Perugino, agora na National Gallery of Art em Washington.
Provavelmente foi encomendado por Bartolommeo Bartoli, Bispo de Cagli. Originou-se em uma capela da igreja monástica dominicana de San Gimignano e quando esta foi suprimida em 1796-97 foi confiscada pelas tropas francesas. Foi então vendido a um certo 'Buzzi', que o vendeu como uma obra de Rafael ao príncipe Alexander Mikhailovich Golitsyn, o embaixador imperial russo em Roma.  Seu sobrinho Mikhailovich Galitzin mudou-o para Moscou, onde, em 1865, foi exibido no Museu Galitzin de Arte Ocidental. Foi vendido novamente em 1886 com o resto da coleção Galitzin, desta vez para o Museu Hermitage. Em abril de 1931 foi uma das obras de arte cedidas por Stalin a Andrew W. Mellon, Secretário de Estado dos EUA. Em 1937, a coleção Mellon formou o núcleo da nova Galeria Nacional de Arte.
O painel central mostra a Crucificação de Cristo com São João Apóstolo e a Virgem Maria. Um painel lateral mostra São Jerônimo com seu leão e o outro mostra Maria Madalena em uma pose contemplativa idêntica à de João.